# Tahesia Harrigan-Scott
Tahesia Gaynell Harrigan-Scott (Saint Thomas, 15 febbraio 1982) è una velocista anglo-verginiana.

## Biografia
Nata nelle Isole Vergini Americane, si è laureata in psicologia. Nel 2006 è stata nominata miglior atleta donna dalla OECS.
Ha partecipato a due edizioni dei Giochi olimpici gareggiando sui 100 metri piani, specialità in cui è stata eliminata nei quarti di finale a Pechino 2008 e in batteria durante Londra 2012.
Il 27 luglio 2012 è stata portabandiera per le Isole Vergini Britanniche alla cerimonia di apertura dei Giochi della XXX Olimpiade a Londra.

## Progressione

### 60 metri piani indoor
| Stagione | Tempo | Luogo        | Data      | Rank. Mond. |
| -------- | ----- | ------------ | --------- | ----------- |
| 2015     | 7"28  | Eaubonne     | 10-2-2015 | 51ª         |
| 2014     | 7"17  | Sopot        | 9-3-2014  | 17ª         |
| 2014     | 7"17  | Berlino      | 1-3-2014  | 17ª         |
| 2010     | 7"17  | Doha         | 14-3-2010 | 10ª         |
| 2009     | 7"18  | Il Pireo     | 25-2-2009 | 8ª          |
| 2009     | 7"18  | Birmingham   | 21-2-2009 | 8ª          |
| 2008     | 7"09  | Valencia     | 7-3-2008  | 3ª          |
| 2007     | 7"33  | Albuquerque  | 16-2-2007 | 70ª         |
| 2006     | 7"19  | New York     | 3-2-2006  | 15ª         |
| 2005     | 7"36  | Fayetteville | 26-2-2005 | 72ª         |
| 2003     | 7"44  | Johnson City | 31-1-2003 | 147ª        |
| 2002     | 7"22  | Fayetteville | 9-3-2002  | 23ª         |
| 2001     | 7"35  | Minneapolis  | 27-1-2001 | 78ª         |

### 100 metri piani
| Stagione | Tempo | Luogo        | Data      | Rank. Mond. |
| -------- | ----- | ------------ | --------- | ----------- |
| 2015     | 11"14 | New York     | 11-7-2015 | 49ª         |
| 2014     | 11"27 | Clermont     | 31-5-2014 | 72ª         |
| 2013     | 11"33 | Gainesville  | 20-4-2013 | 80ª         |
| 2012     | 11"59 | Londra       | 3-8-2012  | 317ª        |
| 2011     | 11"26 | San Paolo    | 22-5-2011 | 60ª         |
| 2010     | 11"16 | Eugene       | 3-7-2010  | 24ª         |
| 2010     | 11"16 | Maringá      | 30-5-2010 | 24ª         |
| 2009     | 11"15 | New York     | 30-5-2009 | 24ª         |
| 2008     | 11"36 | Pechino      | 16-8-2008 | 96ª         |
| 2007     | 11"17 | Donnas       | 15-7-2007 | 30ª         |
| 2006     | 11"13 | Fayetteville | 14-5-2006 | 17ª         |
| 2006     | 11"13 | El Paso      | 15-4-2006 | 17ª         |
| 2005     | 11"29 | Nassau       | 9-7-2005  | 37ª         |
| 2002     | 11"37 | Madison      | 19-5-2002 | 70ª         |
| 1997     | 11"84 | Tallahassee  | 9-5-1997  | 464ª        |

### 200 metri piani
| Stagione | Tempo | Luogo          | Data      | Rank. Mond. |
| -------- | ----- | -------------- | --------- | ----------- |
| 2014     | 23"33 | Gainesville    | 4-4-2014  | 150ª        |
| 2013     | 23"37 | Gainesville    | 20-4-2013 | 173ª        |
| 2012     | 24"49 | Coral Gables   | 14-4-2012 | 1255ª       |
| 2011     | 23"82 | Coral Gables   | 19-3-2011 | 370ª        |
| 2010     | 23"26 | Belém          | 19-5-2010 | 99ª         |
| 2009     | 23"80 | Kingston       | 2-5-2009  | 331ª        |
| 2007     | 22"98 | Donnas         | 15-7-2007 | 50ª         |
| 2006     | 23"07 | Chaux-de-Fonds | 20-8-2006 | 67ª         |
| 2005     | 23"25 | Bloomington    | 28-5-2005 | 90ª         |
| 2002     | 23"46 | Madison        | 19-5-2002 | 121ª        |
| 2000     | 24"49 | Gainesville    | 13-5-2000 |             |
| 1999     | 24"55 | Bridgetown     | 26-6-1999 |             |

## Palmarès
| Anno | Manifestazione          | Sede           | Evento      | Risultato        | Prestazione | Note                                     |
| ---- | ----------------------- | -------------- | ----------- | ---------------- | ----------- | ---------------------------------------- |
| 2002 | Giochi del Commonwealth | Manchester     | 100 m piani | Semifinale       | 11"62       |                                          |
| 2005 | Campionati CAC          | Nassau         | 100 m piani | Argento          | 11"29       |                                          |
| 2005 | Mondiali                | Helsinki       | 100 m piani | Quarti di finale | 11"47       |                                          |
| 2006 | Giochi del Commonwealth | Melbourne      | 100 m piani | 5ª               | 11"48       |                                          |
| 2006 | Giochi CAC              | Cartagena      | 100 m piani | Oro              | 11"15       |                                          |
| 2007 | Giochi panamericani     | Rio de Janeiro | 100 m piani | 4ª               | 11"34       |                                          |
| 2007 | Mondiali                | Osaka          | 100 m piani | Quarti di finale | 11"33       |                                          |
| 2007 | Mondiali                | Osaka          | 200 m piani | Quarti di finale | 23"52       |                                          |
| 2008 | Mondiali indoor         | Valencia       | 60 m piani  | Bronzo           | 7"09        | Record nazionale                         |
| 2008 | Giochi olimpici         | Pechino        | 100 m piani | Quarti di finale | 11"36       |                                          |
| 2009 | Campionati CAC          | L'Avana        | 100 m piani | Oro              | 11"21       |                                          |
| 2009 | Mondiali                | Berlino        | 100 m piani | Semifinale       | 11"34       |                                          |
| 2010 | Mondiali indoor         | Doha           | 60 m piani  | 6ª               | 7"17        |                                          |
| 2010 | Giochi CAC              | Mayagüez       | 100 m piani | Oro              | 11"19       |                                          |
| 2010 | Giochi del Commonwealth | Delhi          | 100 m piani | 5ª               | 11"56       |                                          |
| 2012 | Giochi olimpici         | Londra         | 100 m piani | Batteria         | 11"59       | Miglior prestazione personale stagionale |
| 2013 | Mondiali                | Mosca          | 100 m piani | Batteria         | 11"61       |                                          |
| 2014 | Mondiali indoor         | Sopot          | 60 m piani  | Semifinale       | 7"17        | Miglior prestazione personale stagionale |
| 2014 | Giochi CAC              | Veracruz       | 100 m piani | 8ª               | 11"93       |                                          |
| 2015 | Giochi panamericani     | Toronto        | 100 m piani | Semifinale       | 11"18       |                                          |
| 2015 | Campionati NACAC        | San José       | 100 m piani | 4ª               | 11"28       |                                          |
| 2015 | Mondiali                | Pechino        | 100 m piani | Batteria         | 11"47       |                                          |
| 2016 | Mondiali indoor         | Portland       | 60 m piani  | Semifinale       | 7"23        |                                          |
| 2016 | Giochi olimpici         | Rio de Janeiro | 100 m piani | Batteria         | 11"54       |                                          |
| 2017 | World Relays            | Nassau         | 4×100 m     | Batteria         | 44"78       | [ 1 ]                                    |
| 2017 | World Relays            | Nassau         | 4×200 m     | 7ª               | 1'35"35     |                                          |
| 2018 | Mondiali indoor         | Birmingham     | 60 m piani  | Batteria         | 7"50        |                                          |
| 2018 | Giochi del Commonwealth | Gold Coast     | 100 m piani | Semifinale       | 11"63       |                                          |
| 2018 | Giochi CAC              | Barranquilla   | 100 m piani | 7ª               | 11"69       |                                          |
| 2018 | Campionati NACAC        | Toronto        | 100 m piani | 7ª               | 11"61       |                                          |